# Clemens Weber

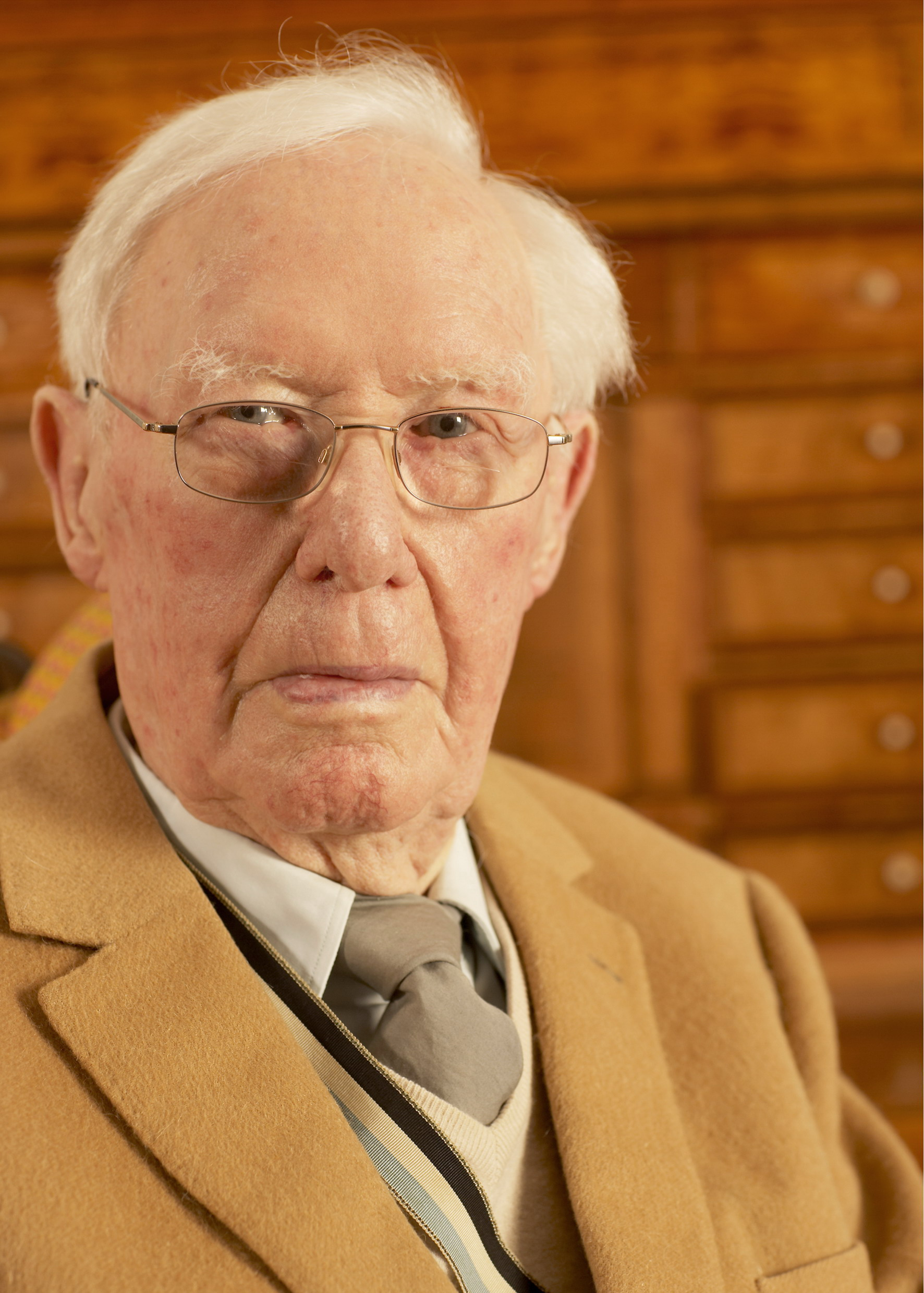
Clemens Weber

Clemens Weber (* 28. Juni 1905 in Landshut; † 6. April 2008) war ein deutscher Architekt.

## Leben
Clemens Weber studierte Architektur an der Fakultät für Architektur der Technischen Universität München. Ein Lehrer war German Bestelmeyer, in dessen Architekturbüro er nach seinem Studium auch tätig war. 1924 wurde er im Corps Suevia München recipiert. Von 1930 bis 1931 war er an dem Neubau des Studiengebäudes des Deutschen Museums beteiligt. 1931 wechselte er in die Bauabteilung der Oberpostdirektion Speyer als Regierungsbaumeister im Hochbaureferat. 1934 bis 1935 war er als Bauassessor der Regierung der Pfalz (Bayern) tätig sowie in städtebaulicher Funktion für das Hochbaureferat Speyer. 1935 bis 1937 war Weber als Regierungsbaurat beim Reichskommissar für das Saarland beschäftigt, bevor er als Oberbaurat an der Erstellung eines Wirtschaftsplans für den Großraum Ludwigshafen und Mannheim beteiligt war. 1938 war er Stadtbaurat in Ludwigshafen und 1940 Leiter der Bauabteilung der Bezirksregierung Saarbrücken.
Nach dem Krieg war Weber als Geschäftsführer der Heimstätte Saarpfalz an der Wiederherstellung kriegsbeschädigter Wohnungen sowie am Neubau von Genossenschaftswohnungen beteiligt. Anfang der 1950er Jahre errichtete er Industriebauten für die Industriegruppe KSB Frankenthal. 1952 wechselte er als Oberregierungsbaurat in der Funktion eines Sachgebietsleiters an die Oberste Baubehörde München. 1957 Beförderung zum Ministerialrat und Leiter der Abteilung Hochbau der Obersten Baubehörde. Unter seiner Mitwirkung entstanden zahlreiche bedeutende Bauvorhaben: Universitätsbauten in München und Garching, Nürnberg-Erlangen, Würzburg und Regensburg; maßgeblich war er auch beteiligt am Wiederaufbau des Nationaltheaters München und des Würzburger Doms, an der Sanierung des Münchner Doms mit Tieferlegung des Presbyteriums, an der Restaurierung der Basilika und des Klosters Ottobeuren sowie an der Betreuung der Dome Regensburg, Bamberg und Passau. 1961 Beförderung zum Ministerialdirigent. In den 1960er Jahren lehrte Weber zudem an der Technischen Hochschule München landwirtschaftliches Bau- und Siedlungswesen, ab 1964 als Honorarprofessor.

## Auszeichnungen
- 1963: Ritter des Päpstlichen Silvesterordens
- 1964: Bayerischer Verdienstorden
- 1967: Ritter des Päpstlichen Gregoriusordens
- 1969: Ehrenmitglied der Akademie der Bildenden Künste München

## Bauten und Leitung von Bauvorhaben
- Postamt in Kaiserslautern
- Postamt in Neustadt an der Haardt
- Postamt in Ludwigshafen-Friesenheim
- Kraftwagenhalle in Pirmasens
- Kraftwagenhalle in Zweibrücken
- Universität Regensburg (mit Gebhard)
- Universität Würzburg auf dem Hubland
- Technische Fakultät der Universität Erlangen-Nürnberg
- Bauten der Ludwig-Maximilians-Universität in München und Garching
- Staatsbank in Würzburg
- Wiederaufbau des Nationaltheaters München
- Restaurierung von Kloster Ottobeuren
- 1967: Sanierung und Absenkung des Chors der Frauenkirche (München)
- Bürogebäude und Ausbildungszentrum in Frankenthal (Pfalz)
- Wiederaufbauplan für Pirmasens, Blieskastel, Wolfersheim und Hauenstein (Pfalz)
- 1969: Umbauten im Bamberger Dom
- 1969: Oberste Baubehörde München
- Wiederaufbau des Würzburger Doms
- Wohnhäuser in Bad Dürkheim